# Прохоров, Николай Иванович (почвовед)
Никола́й Ива́нович Про́хоров (1877—1930) — один из организаторов и учёный секретарь Почвенного института им. В. В. Докучаева АН СССР, профессор Ленинградского государственного университета и ряда других вузов. По образованию почвовед и грунтовед, ученик Н. М. Сибирцева и К. Д. Глинки.

## Биография
Начинал работать в Ново-Александрийском институте сельского хозяйства и лесоводства с К. Д. Глинкой. Участвовал в азиатских экспедициях Переселенческого управления Министерства земледелия в связи со Столыпинской аграрной реформой. Знаток почв Дальнего Востока.
Организатор и руководитель Амурской почвенной экспедиции, создатель стационарной сети наблюдений за состоянием почв в Амурской области, пионер в области изучения мерзлотных почв.
После 1917 г. — один из руководителей Географического института, создатель агрономической станции на Кольском полуострове, родоначальник дорожного почвоведения (грунтоведения) в СССР. Один из создателей и первых сотрудников Почвенного института, его учёный секретарь. Основные работы — по географии и генезису почв.
Был арестован во время экспедиции в Туркестане 30 августа 1929, обвинён в утере топографических карт и расстрелян. Посмертно реабилитирован.

## Основные работы
- К характеристике почвообразования на Кольском полуострове // Бюллетень III Всесоюзного съезда почвоведов в Москве. –М., 1921[3].